# 달달박박
달달박박(怛怛朴朴, ? ~ ?)은 신라시대에 활동한 승려이다.
곤경에 처한 한 여인이 달달박박에게 접근해 숙박을 청하나 달달박박은 거절하고 친구이자 승려 노힐부득은 그를 불쌍히 여겨 여인을 보살피었다. 그 여인은 관음보살임이 밝혀졌고 달달박박은 뒤늦게 자신의 잘못을 뉘우친다. 백월산양성성도기(白月山兩聖成道記)에 따르면 노힐부득이 먼저 미륵으로 성불하고 달달박박은 무량수불이 되었다.